# Uhuru Kenyatta
Uhuru Muigai Kenyatta (født 26. oktober 1961) er en kenyansk politiker, der blev valgt som Kenyas fjerde præsident ved præsidentvalget 4. marts 2013, hvor han fik 50,7% af stemmerne . Han efterfulgte Mwai Kibaki, der havde været præsident siden 2002 . Han er søn af Kenyas første præsident. Jomo Kenyatta og er landets yngste præsident nogensinde.
Efter at have tabt præsidentvalget i 2013 nægtede hans modkandidat, den afgående premierminister Raila Odinga, dog at anerkende valgresultatet, og han havde desuden klaget over valgsvindel. Senere på måneden erklærede Kenyas højesteret dog enstemmigt, at valget af Kenyatta stod ved magt, hvilket Odinga accepterede.
Efter at have studeret statskundskab i USA blev han medlem af Kenyas parlament i 2001, hvorefter han blev minister for lokal embedsførelse under den daværende præsident, Daniel arap Moi. Kenyatta var udset til at skulle efterfølge Moi i 2002, men tabte til Mwai Kibaki. I 2008 blev han dog dennes vicepræsident og fra 2009 til januar 2013 var han desuden finansminister, men måtte forlade denne post pga. anklager fra den Internationale Straffedomstol. der havde efterlyst ham, da den beskylder ham for forbrydelser mod menneskeheden i forbindelse med præsidentvalget i 2007, der kostede over 1.100 mennesker livet. Han skal møde i retten i april 2013, men han afviser alle anklager.